# Mircosroes
Mircosroes (Mihrkhosrow) foi um oficial sassânida do final do século VI e começo do VII, ativo durante o reinado do xá Cosroes II (r. 590–628).

## Nome
Mir (Mihr) é uma grafia parta e persa médio do nome do deus Mitra (*Miθra). Osroes (em grego: Οσρόης, Osróēs) ou Cosroes (Χοσρόης, Chosróēs) é a variante grega e latina do parta e persa médio Cusrou (𐭇𐭅𐭎𐭓𐭅, Xusrōw) ou Cusrau (Xusraw), que por sua vez deriva do avéstico Haosraua (Haosrauuah), "aquele que tem boa fama". Foi registrado em armênio como Cosrove (Խոսրով, Xosrov), em árabe como Quisra (كسرى, Kisra) em persa novo como Cosrove (خسرو, Ḫosrow).

## Vida

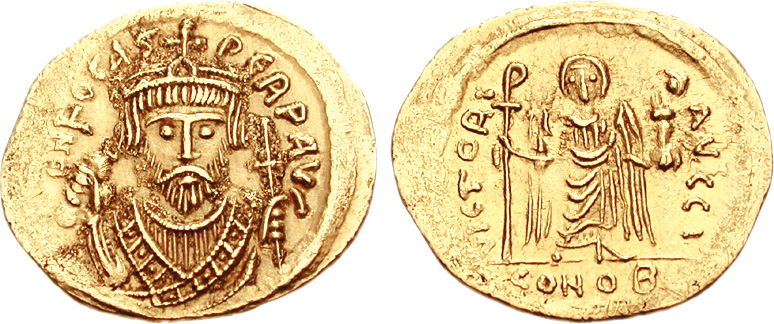
Soldo de Focas r.

Sua existência é atestada apenas na História de Taraunitis de João Mamicônio, obra considerada não fiável, e autores como Christian Settipani põe dúvida a sua existência. Aparece no começo do reinado do imperador Focas (r. 602–610), na campanha de Tigranes contra Simbácio I em Taraunitis. Quando Tigranes morre durante os combates, os persas unilateralmente nomeiam Mircosroes como seu líder. Ele atacou Simbácio, e logo um começou a acertar a cabeça outro. Em seguida, suas tropas atacam o nobre armênio como um enxame de abelhas e Simbácio pede auxílio a seu filho Vaanes III. Nada mais se sabe sobre Mircosroes.